# Albert Schmidt-Egk
Albert Schmidt-Egk (* 17. März 1888; † nach 1948) war von 1943 bis 1945 Präsident des Hanseatischen Oberlandesgerichts (HansOLG) in Hamburg.

## Leben
Albert Schmidt-Egk wuchs als Sohn eines Geheimrates in Stade auf und promovierte später. Er war Mitglied der Studentenverbindung Lunaburgia Göttingen. Er nahm am Ersten Weltkrieg teil. Anfangs als Feldartillerist und ab 1917 als Flugzeugführer. 1923 wurde er Landgerichtsrat und 1931 am Landgericht Hamburg-Altona Landgerichtsdirektor. Ab 1934 war er dort ständiger Vertreter des Landgerichtspräsidenten. Vier Jahre später wurde er als Senatspräsident an das HansOLG berufen und leitete den Strafsenat, bis er zur Wehrmacht einberufen wurde. Ab 1937 war er NSDAP-Mitglied.
Mit Kriegsbeginn wurde er als Major einberufen und war u. a. Kommandant des Fliegerhorstes einer der Nordseeinseln. Am 15. Februar 1943 erfolgte durch seinen Vorgänger Curt Rothenberger die Amtseinführung in das Amt des Präsidenten des Hanseatischen Oberlandesgerichts. Bis Kriegsende blieb er in dieser Position. Am 28. Mai 1945 wurde er verhaftet und Anfang September des gleichen Jahres entlassen.

Nachdem im Sommer 1943 der jüdische Konsulent Walter Schüler (* 1899) aufgrund eines vermeintlich politisch motivierten Treffen verhaftet und am 9. Oktober noch in das Konzentrationslager Auschwitz deportiert worden war, schrieb Schmidt-Egk als Einschätzung am 5. November 1943 an den Reichsjustizminister: 
Im Hinblick auf das dem jüdischen Konsulenten zur Last gelegte Verhalten ist sein Verbleiben in seiner Berufsstellung nicht möglich und der Widerruf seiner Zulassung gerechtfertigt. Eine Anhörung des Dr. Schüler ist unter den gegebenen Umständen untunlich. 
Schüler wurde am 29. April 1945 in Mauthausen ermordet. Ein Stolperstein erinnert in Hamburg an ihn.
Einen Tag nach seiner Verhaftung erhielt der ehemalige Präsident des HansOLG, Wilhelm Kiesselbach, der dieses Amtes 1933 im Zuge der Gleichschaltung enthoben worden war, von der Britischen Militärregierung den Auftrag zur Neuordnung des Hamburger Justizwesens. Kiesselbach übernahm auch die Stelle als Präsident des HansOLG von Schmidt-Egk.
Ein erster unter Kiesselbach erstellter gerichtsinterner Besetzungsplan für das HansOLG sah für Schmidt-Egk die Position eines Vorsitzenden in einem der drei Zivilsenate vor. Letztlich kam es hierzu jedoch nicht, sodass die offizielle Entlassung aus dem Amt im September 1945 für Schmidt-Egk faktisch das Ende seiner Justizkarriere bedeutete. Sein Entnazifizierungsverfahren zog sich noch Jahre hin, sodass sich Fritz Valentin 1948 um ein Darlehen für Schmidt-Egk bei der Hamburgischen Richtervereins einsetzte.